# Lee Ritenour
Lee Mack Ritenour, pseud. Captain Fingers (ur. 11 stycznia 1952 roku w Los Angeles) – amerykański gitarzysta jazzowy. Zdobył dużą popularność współtworząc grupę Fourplay. Wziął udział w nagrywaniu albumu The Wall zespołu Pink Floyd.

## Dyskografia
- First Course 1976
- Captain Fingers 1977
- The Captain's Journey 1978
- Rio 1979
- Rit 1981
- Earth Run 1986
- Portrait 1987
- Wes Bound 1992
- Overtime 2005